# مستقبل إنترفيرون غاما
مستقبل إنترفيرون غاما (بالإنجليزية: Interferon gamma receptor)‏ (IFNGR) هو مركب بروتيني مثنوي متغاير يتألف من سلسلتين، مستقبل إنترفيرون غاما 1 (IFNGR1) ومستقبل إنترفيرون غاما 2 (IFNGR2). يرتبط بإنترفيرون غاما وهو العضو الوحيد في الإنترفيرونات من النوع الثاني. يؤدي النقص مستقبل إنترفيرون غاما 1 إلى زيادة القابلية للإصابة بمسببات الأمراض داخل الخلايا مثل المتفطرات.

## التكوين الحيوي
المستقبل يتم تخليقه في الشبكة الإندوبلازمية الداخلية في الخلية، وأثناء نقله من الشبكة الإندوبلازمية الداخلية إلى جهاز غولجي، يتم إضافة سلاسل من السكريات (جليكان) إليه في عملية تسمى غلكزة. هذه العملية تعد أساسية لتشكيل المستقبل النهائي ونقله إلى سطح الخلية. فقط المستقبلات التي تمت الارتباط بالغليكوزيل بشكل كامل تظهر على سطح الخلية وتكون جاهزة للتفاعل مع إنترفيرون غاما وأداء وظائفها في نقل الإشارات داخل الخلية.

## روابط خارجية
- مستقبل إنترفيرون غاما في نظام فهرسة المواضيع الطبية (MeSH) للمكتبة الوطنية الأمريكية للطب.